# 朴常隆
朴 常隆 （パク・サンニュン、박상륭、1940年8月26日 - 2017年7月1日）は韓国の小説家。全羅北道長水郡出身。

## 略歴
1940年、全羅北道長水郡で生まれる。1963年、 思想界に「アケルダマ」が入選した。その後、全羅道の方言を巧みに駆使して集団無意識を表わす作品を続けて発表した。現代人の疎外意識と権力の呪術的な性格を暴く点が主題となっている。
彼の作品は、ドストエフスキーから多くの影響をうけ、ロシア風の突発的な行為を大胆に導入して幻想的でありながら、文明批判的な小説空間を作り出した。小説の背景のほとんどは、完全に閉鎖された島、部屋、町などで、彼の幻想的なイメージと宿命的な情調を漂わせている。特に、「夏陽」は現代人の疎外意識と言語喪失という観点からアプローチし、「死出の旅」もやはり権力の喜劇的な身もだえを暗示して注目を浴びた。彼の小説的な探求の中心の一つであるのが、権力欲を批判したものである。小説の舞台は「夏陽」と同じく孤立した島である。作家は阿片と宗教で民衆を完全に権力の下に従属させる政治体制と、権力を握るために民衆心理を操作する政治家を執拗に暴いた。絶対権力とは、知識人と大衆の批判意識の麻痺から作られるものであるという。彼の宇宙観は、中世の錬金術に影響をうけた作家の分析心理学、易、そして巫歌に深く関係している。
1969年にカナダに移住し、2017年7月1日にカナダで死去。

## 受賞歴
- 1963年、 思想界新人文学賞
- 1999年、 第2回 金東里文学賞

## 主な作品
- 1964年、 장끼전（雌雉歌） [3]
- 1965年、 이월 삼십일（二月三十日）
- 1965年、 뙤약볕（夏陽）
- 1967年、 시인 일가네 겨울(詩人一家の冬）
- 1967年、 각설이 일기（門付けの日記）
- 1968年、 열명길（死出の旅）
- 1969年、 7일과 꿰미（七日と通しひも）
- 1970年、 천야일화（千夜一話）
- 1973年、 심청이（シムチョン）
- 1975年、 박상륭 소설집（朴常隆の小説集 ）
- 1986年、 죽음의 한 연구（死に関するある研究）
- 1992年、 칠조어록（七調語録）
- 1997年、 아겔다마（アケルダマ）
- 1999年、 평심（平心）
- 2002年、 잠의 열매를 매단 나무는 뿌리로 꿈을 꾼다（眠りの実をつけた木は根元で夢を見る）
- 2003年、 신을 죽인 자의 행로는 쓸쓸했도다（神を殺した者の行路は寂しかった）